# Campionati del mondo di ciclismo su pista 2018 - Corsa a punti femminile
La corsa a punti femminile ai campionati del mondo di ciclismo su pista si è svolta il 4 marzo 2018.
La corsa si svolse in 100 giri, per un totale di 25 km/h, con 9 sprint intermedi e uno finale con punti doppi.

## Risultati
| Posizione | Atleta              | Nazione       | Punti giri | Punti sprint | Totale |
| --------- | ------------------- | ------------- | ---------- | ------------ | ------ |
| 1         | Kirsten Wild        | Paesi Bassi   | 20         | 29           | 49     |
| 2         | Jennifer Valente    | Stati Uniti   | 20         | 23           | 43     |
| 3         | Jasmin Duehring     | Canada        | 20         | 10           | 30     |
| 4         | Gulnaz Badykova     | Russia        | 20         | 9            | 29     |
| 5         | Charlotte Becker    | Germania      | 20         | 5            | 25     |
| 6         | Trine Schmidt       | Danimarca     | 20         | 4            | 24     |
| 7         | Andrea Waldis       | Svizzera      | 20         | 3            | 23     |
| 8         | Coralie Demay       | Francia       | 20         | 1            | 21     |
| 9         | Sofía Arreola       | Messico       | 20         | 0            | 20     |
| 10        | Jolien D'Hoore      | Belgio        | 0          | 15           | 15     |
| 11        | Letizia Paternoster | Italia        | 0          | 10           | 10     |
| 12        | Elinor Barker       | Gran Bretagna | 0          | 7            | 7      |
| 13        | Ina Savenka         | Bielorussia   | 0          | 3            | 3      |
| 14        | Verena Eberhardt    | Austria       | 0          | 2            | 2      |
| 15        | Jarmila Machačová   | Rep. Ceca     | 0          | 0            | 0      |
| 16        | Lydia Gurley        | Irlanda       | 0          | 0            | 0      |
| 17        | Hanna Solovey       | Ucraina       | 0          | 0            | 0      |
| 18        | Katarzyna Pawłowska | Polonia       | 0          | 0            | 0      |
| 19        | Anita Stenberg      | Norvegia      | 0          | 0            | 0      |
| 20        | Yang Qianyu         | Hong Kong     | −20        | 0            | −20    |
| –         | Alžbeta Bačíková    | Slovacchia    | −40        | DNF          | DNF    |
| –         | Ane Iriarte         | Spagna        | −40        | DNF          | DNF    |